# بوشيني بليزي
بوشيني بليزي (الاسم العلمي: Puccinia belizensis) هو نوع من الفطريات يتبع جنس البوشيني من فصيلة البوشينية.